# Orcesis variegata
Orcesis variegata är en skalbaggsart som först beskrevs av Fisher 1933.  Orcesis variegata ingår i släktet Orcesis och familjen långhorningar. Inga underarter finns listade i Catalogue of Life.